# 桂花陈酒

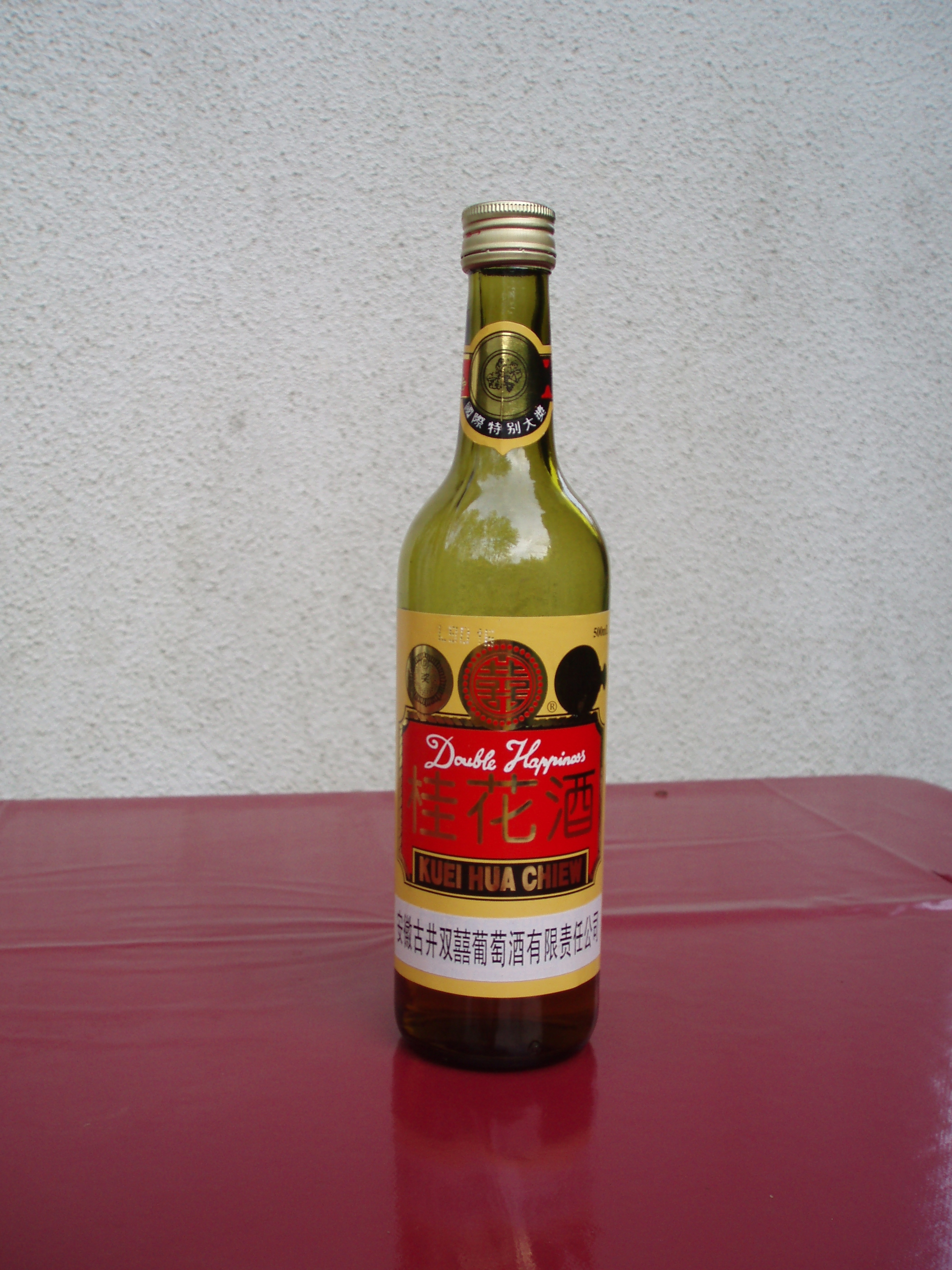
桂花陈酒500ml

桂花陈酒是北京龙徽酿酒出产的一种加香葡萄酒，酒精浓度为15.5度。1956年，原北京葡萄酒厂选取特色葡萄品种配以银桂制成此酒，作为1959年中华人民共和国成立十周年的献礼产品。1963年，在第二届全国评酒会上被评为国家优质酒。2016年推出桂花陈五年陈酿金装，之后多次在“一带一路”国际葡萄酒大赛中获奖。
此酒也常用于调制鸡尾酒。